# Klaus Becker (escritor)
Klaus Becker (Duisburg, 1920 — Porto Alegre, 1997 ) foi um historiador alemão radicado no Brasil.

## Biografia
Lutou na Segunda Guerra Mundial e foi prisioneiro das forças americanas na Áustria, em 1945.
Anos depois, formou-se em História, em Bonn e passou a viajar, chegando ao Rio Grande do Sul. Mudou-se para Canoas em 1953 e atuou como adido cultural no consulado da Alemanha em Porto Alegre, entre 1962 a 1983.

## Obras
Dedicou-se também a pesquisar sobre o estado gaúcho, escrevendo:
- Enciclopédia Rio-Grandense, obra com cinco volumes.
- Alemães e descendentes do Rio Grande do Sul na guerra do Paraguai.
- A história do arroz no Rio Grande do Sul.